# Wilmore (Kansas)
Wilmore es una ciudad ubicada en el condado de Comanche en el estado estadounidense de Kansas. En el año 2010 tenía una población de 57 habitantes y una densidad poblacional de 114 personas por km².

## Geografía
Wilmore se encuentra ubicada en las coordenadas 37°20′05″N 99°12′36″O / 37.33472, -99.21000.

## Demografía
Según la Oficina del Censo en 2000 los ingresos medios por hogar en la localidad eran de $16,786 y los ingresos medios por familia eran $28,125. Los hombres tenían unos ingresos medios de $21,875 frente a los $13,750 para las mujeres. La renta per cápita para la localidad era de $12,820. Alrededor del 27.1% de la población estaban por debajo del umbral de pobreza.